# Timmy Kirk
Timothy "Timmy" Kirk è uno dei personaggi della serie tv statunitense Oz, interpretato dall'attore Sean Dugan.

## Storia del personaggio
Timmy Kirk è il detenuto nº 96K423 del carcere di massima sicurezza di Oswald, incarcerato il 16 aprile 1996 per aver ucciso suo figlio appena nato. Durante le prime tre stagioni è un personaggio di contorno, lo si vede spesso intento a lavare i pavimenti del braccio della morte del penitenziario, ed è lì che conosce Shirley Bellinger (che aiuterà a mettere in comunicazione con Simon Adebisi).

### Quarta stagione
È solo con la quarta stagione che Kirk diviene un personaggio centrale, alleandosi sia con gli Ariani (che fanno capo a Vern Schillinger) che con i Cristiani. Kirk è la causa indiretta della morte del figlio di Tobias Beecher, in quanto informa Schillinger del fatto che il figlio di quest'ultimo (Hank Schillinger) era stato contattato da Beecher. Vern si infuria, sentendo odore di raggiro, e convince Hank a rapire i due figli di Beecher. Il maschio verrà torturato e ucciso, mentre la femmina verrà rilasciata sana e salva qualche tempo dopo, dopo che Schillinger scopre, grazie a padre Mukada, che il gesto di Beecher non aveva secondi fini.
Kirk però non si limita solo a fare da portavoce per gli Ariani, con l'arrivo del reverendo protestante Jeremiah Cloutier (nuovo leader per i credenti cristiani) diventa ossessionato dal controllo del gruppo dei cristiani. Tim così decide di convertirsi al protestantesimo per essere più vicino a Cloutier. I suoi continui atti di violenza però fanno sì che Cloutier lo allontani dal gruppo, il che porta Kirk a cercare vendetta. Si unisce così ai centauri (il gruppo di motociclisti fuorilegge) e li convince ad uccidere il reverendo come se questo fosse un martire, ovvero: murandolo vivo tra le mura della mensa del carcere. Il piano però non va a buon fine, in quanto una fuoriuscita di gas causa un'esplosione nella mensa e Cloutier riesce ad uscirne vivo seppur gravemente ustionato.

### Quinta stagione
Kirk è ancora assetato di vendetta, e cerca in ogni modo di far uccidere Cloutier dai suoi compagni centauri. Uno di questi però, Jaz Hoyt, ha una visione del reverendo che gli dice di uccidere Kirk prima che causi altro dolore, in caso contrario avrà visioni di lui ogni giorno. Hoyt rimane profondamente turbato da questa allucinazione e inizia quindi a dare la caccia a Kirk. Per poterlo vedere morire, arriva al punto da confessare tutti i suoi crimini (compresi numerosi omicidi compiuti ad Oz) e ammettere il coinvolgimento di Timmy in numerosi di questi. Hoyt viene così mandato nel braccio della morte, ma senza che Kirk lo segua: la mancanza di prove infatti non permette che anche lui venga trasferito nel braccio della morte.
Kirk nel frattempo inizia un'altra guerra, questa volta contro padre Mukada che gli ha proibito la conversione al cattolicesimo. I loro dissidi culminano con Kirk che riesce a convincere Clarence Seroy (un piromane incarcerato ad Oz) a far appiccare un incendio nella chiesa di Mukada. Due preti muoiono nell'incendio, mentre Mukada ne esce solamente ferito.

### Sesta stagione
Il direttore di Oz, Leo Glynn, al limite della sopportazione per il comportamento di Kirk, riesce a convincere Hoyt a far mentire uno dei suoi compagni centauri riguardo al coinvolgimento di Kirk in alcuni omicidi, potendo così avere più testimonianze e mandare Timothy nel braccio della morte. Come se non bastasse Kirk denuncia padre Mukada alla polizia e alla stampa accusandolo di avere abusato di lui sessualmente, cosa in realtà mai avvenuta. Kirk però passa solo pochi giorni nel braccio della morte, perché Hoyt trova un modo di ucciderlo: durante un servizio fotografico sui condannati a morte, Hoyt si ribella agli agenti e prende a pugni Kirk. Per ucciderlo, prende una lampada usata dai fotografi e la rompe all'interno della bocca di Kirk, facendo così scorrere l'elettricità nel suo corpo.